# Albatros (2011.)
Albatros (srp. Албатрос) je srpski film iz 2011. godine. Režirao ga je Filip Čolović, a scenarij je napisao Bratislav Petković.

## Radnja
Pored prikaza stanja u Srbiji tog vremena, paralelni tijek priče prati izlazak iz zatvora mladog pisca Nušića i njegov dolazak na dvor kod kralja Milana, u kome moli za pomilovanje od kazne zbog satirične pijesme „Dva raba“ čije je objavljivanje izazvalo kraljev gnjev prema njemu.